# Ommatius euplocus
Ommatius euplocus là một loài ruồi trong họ Asilidae. Ommatius euplocus được Oldroyd miêu tả năm 1972. Loài này phân bố ở miền Ấn Độ - Mã Lai.